# Рахман Ильяс
Рахман Ильяс (настоящая фамилия — Ильясов) (15 марта 1908, дер. Карамсар, Казанской губернии Российская империя (ныне Апастовского района Республики Татарстан) — 23 августа 1943) — татарский советский писатель и драматург.

## Биография
Сын крестьянина-бедняка, позже рабочего на нефтепромыслах Грозного. Учился в медресе, позже в Грозненской школе. С 1924 — ученик слесаря на предприятиях по нефтедобыче. Вступил в комсомол.
В 1925—1927 учился в ФЗУ. В 1929 избран председателем правления клуба «Народы Востока», заведовал отделом народного образования и быта райкома ВЛКСМ.
С 1930 — член ВКП (б).
В 1931—1932 — учился в Татарском коммунистическом университете. Не окончив университет, вернулся в Грозный.
В 1933—1941 — работал литературным сотрудником в редакциях газет, литконсультантом Союза писателей Татарской АССР, уполномоченным Татглавлита, в Татарском республиканском комитете по радиофикации и радиовещанию при Совете народных комиссаров Татарской АССР.
Член Союза писателей СССР с 1938 года.
В 1941 году ушёл добровольцем на фронт. Участник Великой Отечественной войны. Командуя ротой, погиб в бою на Украине.

## Творчество
Первые рассказы и очерки писателя о нефтяниках появились в 1930-х гг.
Рахман Ильяс — автор драматических произведений «Дед Андар» («Әндәр карт», 1934), «Зайнуш» (1934), «Знакомые» («Танышлар», 1939), «Фонтан» (1940).
Наибольшей популярностью пользовалась повесть «Горизонт», талантливо изображающая жизнь и труд рабочих в годы первых пятилеток; повесть вошла в школьные хрестоматии. В 1935 году Рахман Ильяс публикует сборник рассказов «Среди гор».

## Избранные произведения
- «Кем гаепле?» (1930)
- «Шәрифҗамал» (1932)
- «Среди гор» («Таулар арасында», сборник рассказов, 1933)
- «Чыныгу» (1933)
- «Зайнуш» (пьеса, 1934)
- «Горизонт» (повесть, 1935)
- «Фонтан» (драма, 1940)
- «Старик» (рассказы, 1942)